# Physique allemande
La Physique allemande (Deutsche Physik) ou « physique aryenne » est une école de pensée imprégnée de l'idéologie nazie, représentée par quelques physiciens germanophones de la première moitié du XXe siècle qui associaient l'histoire de la physique à une histoire des races. Elle rejetait la physique moderne naissante comme trop abstraite et spéculative, appelait à une réaffirmation du rôle de la physique expérimentale. Elle dénonçait notamment la théorie de la relativité d'Albert Einstein et la mécanique quantique ; n'acceptait pas leurs prédictions trop vagues et leurs hypothèses peu intuitives (tels le Principe d'incertitude et la dualité onde-corpuscule en physique quantique, ou le continuum espace-temps et la géométrie non-euclidienne de la théorie de la relativité). La physique allemande était imprégnée des préjugés antisémites, très répandus dans l'opinion publique des années 1920, exaspérée par l'issue de la guerre et l'instabilité politique de la République de Weimar. À cela s'ajoutait que plusieurs figures dominantes de la physique théorique en Allemagne étaient alors d'extraction juive.
Deutsche Physik est aussi le titre d'un manuel en quatre tomes (1936) de Philipp Lenard, qui s'efforce d'expliquer les résultats de la physique moderne par la physique classique et la théorie de l'éther.

## Exposé de la doctrine
La physique allemande constitue une vision antisémite et essentiellement allemande de l'histoire de la physique ; c'était une école peu suivie parmi les autorités scientifiques, dont les débuts remontent à la publication de l'essai Große Naturforscher de Philipp Lenard (1929) et qui prend fin avec la chute du Troisième Reich en  1945. Elle rejetait la physique moderne des années 1920 (à savoir la théorie de la relativité et la physique quantique) comme une « conception juive » mais peina à lui opposer une interprétation de la Nature différente, si l'on excepte une revendication que l'on pourrait décrire comme mécaniste. Ses principaux représentants (qui demeurèrent isolés sur le plan strictement scientifique) sont les deux prix Nobel Philipp Lenard (1862–1947) et Johannes Stark (1874–1957). Lenard fut décoré par Adolf Hitler du Prix du NSDAP pour l'Art et la Science .
La physique allemande n'avait pas de programme formel ; elle est née et s'est construite au travers de publications et de prises de position publiques en réaction aux abstractions de la Physique moderne. La plus célèbre définition, sans cesse reprise, se trouve dans la préface du manuel en quatre volumes de Lenard, Deutsche Physik (1936), qui a continué d'être utilisé (expurgé, il est vrai, de sa préface) jusque dans les années 1950 :

« Physique allemande? demandera-t-on. J'aurais aussi bien pu dire physique aryenne ou physique des hommes de type nordique, physique des découvreurs de vérité, des chercheurs de vérité, physique de ceux-là mêmes qui ont forgé les sciences de la nature. – Mais la Science est et doit rester internationale ! tentera-t-on de nous objecter. Seulement il y a là toujours une méprise. En réalité, la Science est, comme tout ce que l'Homme met au jour, conformée selon la race et le sang. […] Les sciences de la nature […] aucun peuple n'a commencé à s'y adonner sans fouler le sol fertile préparé par des Aryens . »

— Philipp Lenard, Préface à Deutsche Physik.
Un peu plus loin, Lenard avance que le travail scientifique s'accomplit « en communion étroite avec les conditions naturelles » : L'esprit germanique recherche de façon innée la profondeur, des principes de pensée exempts de contradictions avec la Nature, une connaissance certaine du grand Tout. Les questions physiques premières ne peuvent, selon Lenard, recevoir de réponse que par l'expérience ; les spéculations théoriques sont bâties dessus. Les données expérimentales devraient être décrites et exposées « sur le socle ferme de la physique classique. »
Ainsi la Physique allemande définissait ses objectifs, ses ambitions et ses méthodes en conformité avec le racisme nazi, ce qui la coupait du discours sur le monde physique tenu à l'étranger. Elle posait en principe :
- le postulat de la consistance mécanique (Lenard) : c'est-à-dire la possibilité de l'exposer et de l'analyser dans les termes de la physique classique ;
- un lien direct avec la Nature vécue ;
- l'expérience comme fondement méthodique, sur laquelle toute théorie doit reposer.

Parmi les concepts essentiels de la physique allemande, il y avait les concepts fondamentaux de force et d'énergie, le mécanisme, défini comme l'application de concepts pouvant être formulés mathématiquement, c'est-à-dire quantitatifs, qui permettent une représentation en termes d'espace et de temps, et le concept d'éther, qui permet d'expliquer la structure de l'atome, et le principe (admis par Lenard) de relativité.
Les branches de la physique sont, dans le manuel de Lenard, identiques à celle de la physique moderne, hormis la théorie de la relativité et la théorie des quanta, qui en sont exclues. Lenard tentait depuis 1910 de leur substituer une théorie de l'éther par laquelle il rendait compte de l'Expérience de Michelson-Morley et d'autres observations mises au crédit de la relativité. Quant à la physique atomique, c'est Johannes Stark qui s'en chargeait, mais la physique allemande n'a guère renouvelé la physique théorique, car ses représentants ne s'intéressaient guère aux expériences les plus récentes.
Aujourd'hui, la Physique allemande ne présente plus qu'un intérêt historique : celui d'une critique politique et spécifiquement nazie de la physique de l'Entre-deux guerres, et de l'institutionnalisation d'une doctrine, à laquelle l'opinion antisémite répandue dans une Allemagne en crise offrait un terreau favorable.

## Genèse et contexte

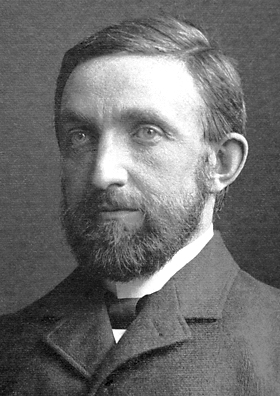
Philipp Lenard (1862–1947), l'un des premiers représentants de la Deutschen Physik.

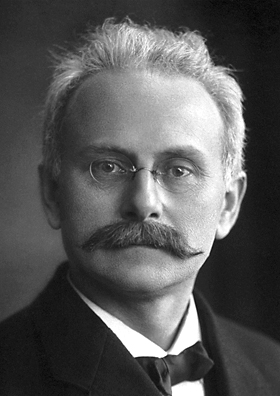
Johannes Stark (1874–1957), organisateur de la Deutsche Physik.

À l'aube du XXe siècle, pratiquement toutes les branches des sciences de la nature bouleversaient la représentation classique du monde. En Physique, deux hypothèses ébranlaient la pensée classique : celle, due à Planck, d'une émission par paquets discontinus (quanta) de l' énergie, démentait l'explication de la Lumière comme onde matérielle se propageant dans un éther, et en plus s'affranchissait des postulats de causalité et de déterminisme ; et celle de la Relativité restreinte, qui faisait explicitement dépendre les lois physiques du mouvement de l'observateur, et que ses opposants qualifiaient de « relativisme intégral » et d’« ultra-matérialisme fantaisiste. » Ces deux théories menèrent au cours des années 1920 à une révision fondamentale de la physique, entraînant dans son sillage une querelle entre chercheurs traditionalistes et réformateurs.
Ce qui ajoutait au malaise chez les physiciens, c'était la mathématisation croissante de leur discipline, marquée par l'irruption d'espaces topologiques abstraits tels les espaces dits « de Hilbert », de groupes mathématiques pour décrire les transformations de l'espace-temps, ou la profusion d'indices i, j, k etc. dans l'écriture des équations de champ d'Einstein ; autant de nouveautés qui rendaient absconse la science de l'Entre-deux guerres.
La physique était devenue, pour les expérimentateurs même les plus experts, casuiste et trop sophistiquée, traits distinctifs, selon la Physique allemande, de la pensée juive.
Les ennemis de cette physique moderne se recrutaient principalement parmi la vieille garde des chercheurs actifs dans la dernière décennie du XIXe siècle, et dont la chute de l'Empire allemand menaçait le magistère intellectuel ; mais on y trouvait aussi les promoteurs de la Physique allemande, les prix Nobel Philipp Lenard et Johannes Stark. Dès longtemps, cette élite avait stigmatisé le Matérialisme triomphant comme « juif », et la tradition politique conservatrice d'une majorité de ces mandarins les portait vers  l’antisémitisme ; la jeune génération, au contraire, s'enthousiasmait de la réforme de la physique classique, et l'on retrouve, aujourd'hui encore, un écho de cet engouement juvénile dans les paradoxes et expressions imagés de la physique quantique des années 1920 (le « chat de Schrödinger », l'« ami de Wigner »).
Werner Heisenberg, qui proposa en 1925 la première formalisation complète et cohérente de la physique quantique grâce à sa mécanique matricielle, se rangeait plutôt parmi cette avant-garde, alors que les débats physiques étaient encore dominés depuis 1910 par « les vieux » (alte Männer) comme Niels Bohr et son modèle mécanique semi-classique de l'atome. Ce sont pourtant certains de ces quinquagénaires (notamment Max Born), qui acceptèrent le caractère révolutionnaire de la théorie de Heisenberg, et qui donnèrent à cette théorie sa forme mathématique. Erwin Schrödinger, qui tenait pratiquement le juste milieu dans ce contexte, donna indépendamment en 1926 sa forme définitive à la physique quantique par sa célèbre équation, quoique celle-ci ne reçût son interprétation correcte (c'est-à-dire non-classique) qu'avec Niels Bohr et Max Born. Les interactions entre savants de cette époque sont, à vrai dire, difficilement traçables, d'autant qu'en 1935, même Einstein se lança dans le débat (avec des arguments discutables, d'emblée réfutés par Bohr, cf. Paradoxe EPR).
Mais les tendances nationalistes fleurissaient depuis longtemps dans les sciences physiques, et bien au-delà de l'Allemagne. Dans La Science allemande (1915), par exemple, Pierre Duhem rejette la théorie de la Relativité comme la physique des quanta. S'appuyant sur une remarque psychologique célèbre de Pascal, il oppose la capacité (intuitive) d'abstraction permettant de discerner les axiomes corrects, l’« esprit de finesse », à la capacité d'en déduire exactement les conséquences, l’« esprit de géométrie. » Duhem assignait aux différents peuples une vocation variable pour ces deux facultés.
Dans les années 1920, les écrits considérés aujourd'hui comme antirelativistes et les attaques contre la nouvelle Physique émanaient aussi de plusieurs savants qui, pourtant, l'avaient acceptée avant la Grande Guerre. Philipp Lenard est au nombre de ceux-là : assistant d'Heinrich Hertz dès 1886 et découvreur des rayons cathodiques , ses interprétations de l'effet photoélectrique et de la phosphorescence, qui lui valurent le prix Nobel en 1905, avaient, à leur façon, ouvert la voie à la théorie des quanta. Mais après la défaite allemande, il s'en prit à Einstein comme au héraut de la Physique moderne, lui imputant une « influence juive » sur la physique : dans son essai d'histoire des sciences Große Naturforscher (1929), il oppose la pensée fertile des Aryens aux spéculations futiles des non-aryens.
Son compatriote Johannes Stark suivit un parcours similaire. Sa place dans la Physique allemande est toutefois plutôt celle d'un organisateur que d'un idéologue. Professeur titulaire à l'École des Mines d'Aix-la-Chapelle depuis 1909, il s'y était illustré par ses talents d’expérimentateur et d'enseignant. Il avait découvert l'effet Doppler sur les rayons canaux et s'efforça même dès 1906 de l'interpréter en se fondant sur la théorie de la Relativité restreinte puis, l'année suivante, par la théorie des quanta. Il mit en évidence l'effet Stark, à savoir le décalage des niveaux d'énergie dans les atomes et molécules sous l'action d'un champ électrique. On pourrait donc le considérer comme l'un des pionniers de la théorie des quanta, mais il s'en détourna dès le début de la Grande Guerre.
L'intervention de Lenard lors de la Convention des Naturalistes et médecins allemands à Bad Nauheim, le 23 septembre 1920, est un épisode marquant de la Physique allemande : l'orateur y prit publiquement Einstein à partie, lui reprochant l'aspect contre-intuitif de la Relativité générale qui « heurte le sens commun des gens sains d'esprit. » Son comparse Stark assistait à cette manifestation.

## Institutionnalisation
Dans toute l'Europe, les institutions de recherche fondamentale se multipliaient au début du XXe siècle, offrant aux savants expatriés de bonnes chances d'intégration. Cela expliquerait la surreprésentation des juifs parmi les pionniers de la nouvelle physique (par exemple Albert Einstein, Max Born et Wolfgang Pauli). Mêmes certains physiciens allemands, comme Werner Heisenberg qui collaborait avec Born, étaient taxés de « juifs blancs » (weiße Juden, cf. infra). C'est ainsi que dans le cadre des polémiques autour de la théorie de la Relativité, des Antisémites imposèrent le terme de « Physique juive » pour l'opposer à la Physique « allemande » (c'est-à-dire concrète).
L'année 1933 marque une fracture du monde scientifique avec la Gleichschaltung de l'opinion allemande et la mise à pied des chercheurs juifs, à l'occasion de laquelle les partisans de la Physique allemande s'emparèrent des leviers de l'administration. Le 1er mai 1933, le Ministère de l'Intérieur du Reich plaçait Johannes Stark à la présidence du service allemand des Poids et Mesures, la Physikalisch-Technische Reichsanstalt, avant de lui confier l'année suivante la présidence du fonds d'investissement pour la Recherche, la Notgemeinschaft der deutschen Wissenschaft. Il fut en revanche écarté par une majorité de ses pairs de la présidence de la Deutsche Physikalische Gesellschaft, qu'il convoitait ardemment ; l'attribution du prix Nobel à Werner Heisenberg (1933) en fit aussi rabattre à la Deutsche Physik, et certains chercheurs (par ex. Max von Laue) continuaient de défendre explicitement les idées d'Einstein.
Le groupe réuni autour de Lenard et Stark s'avéra d'emblée, malgré la faiblesse de ses effectifs, politiquement très actif. Philipp Lenard, conseiller auprès du Ministre des Cultes Bernhard Rust, surveillait la conformité de l'Université allemande  à l’idéologie ; Johannes Stark était un remarquable organisateur : conformément à la ligne du parti, il imposa la désignation de « juif blanc » pour tous les non-juifs qui cependant reconnaissaient la valeur de la Relativité et de la théorie des quanta. Dans le numéro du 15 juillet 1937 de la revue SS Das Schwarze Korps, il affuble Werner Heisenberg de ce sobriquet.
Le plus gros succès symbolique de la Physique allemande fut la nomination, à la place de Heisenberg, de son candidat imposé, Wilhelm Müller à la succession de Sommerfeld en 1939. Pourtant, dès l'entrée en guerre, l'influence des partisans de Lenard et Stark commença à s'effriter auprès de l'Armée et des dirigeants nazis, car dans une multitude de projets financés par le Reich, c'était la physique moderne qui fournissait des solutions. Le cas le plus évident est celui du « projet Uranium. » Mais la situation restait tendue, ce qui amena les physiciens Wolfgang Finkelnburg et Otto Scherzer à tenter d'officialiser les théories réellement utiles. Au mois de novembre 1940, il y eut finalement une mise au point (le « synode de Munich », ou Münchner Religionsgespräch) entre partisans de la Physique allemande (Rudolf Tomaschek, Alfons Bühl, Ludwig Wesch et Wilhelm Müller) et les physiciens dissidents Carl Ramsauer, Georg Joos, Hans Kopfermann et Carl Friedrich von Weizsäcker. Les représentants de la physique officielle devaient s'engager à faire rentrer officiellement dans la doctrine les faits scientifiques indiscutables de la physique récente et mettre un terme aux attaques politiques qui les visaient. Le manifeste comporte les points suivants :
1. la Physique théorique et son appareil mathématique constitue un outil indispensable de la physique.
2. Les faits d'expérience déjà réunis à l’occasion de la vérification de la Relativité restreinte font partie du patrimoine de la science Physique. Pour autant, comme la Relativité restreinte demeure d’application douteuse, une vérification après coup de ses prédictions ne sera pas inutile.
3. La description des phénomènes par un espace à quatre dimensions possède une valeur heuristique, mais ne prétend en rien que l'espace-temps quadridimensionnel ait une quelconque réalité.
4. Toute ambition de généralisation de la Relativité restreinte est écartée.
5. La mécanique quantique et la mécanique ondulatoire constituent pour l'instant les seules approches permettant de rendre compte quantitativement des processus atomiques ; mais il faudra dépasser ce formalisme et ses présupposés, par une compréhension plus profonde de l'atome.

Lenard lui-même trouvait qu'on n'avait pas suffisamment pris en compte son avis et dénonça cette convention comme un acte de trahison. En revanche, ces articles permirent aux physiciens de se remettre au travail.

## Bilan de la Physique allemande
Les fondements pseudo-scientifiques de la Physique allemande (comme ceux des « Mathématiques allemandes » de Ludwig Bieberbach et Theodor Vahlen, ou ceux de la « Chimie allemande » de Paul Walden) ont longtemps été considérés comme des projets politiques visant à acclimater l'idéologie nazie dans les couches cultivées de la population. On y décèle deux grandes tendances : la science völkisch de Lenard, Stark ou Vahlen, prévalente au début des années 1930, et après 1936 la science industrielle en tant que « devoir national », correspondant davantage aux exigences d'une économie de guerre autarcique et d'une politique forcenée de réarmement. La Physique allemande reposait sur l'influence relativement grande des deux prix Nobel Lenard et Stark (et sur le ralliement espéré d'autres lauréats) pour occuper les positions-clefs de l'organisation scientifique et universitaire, et les places de conseiller auprès de l'élite dirigeante d'après 1933.
La racines de la Physique allemande remontent pourtant à la fin du XIXe siècle, lorsque le courant nationaliste se déploya dans les sciences dans plusieurs pays d'Europe. Au début de la Première Guerre mondiale, la polémique enflait par les attaques mutuelles de savants reconnus, déclenchant en parallèle une guerre ouverte des esprits. Il est certain qu'il existait des écoles scientifiques nationales, reconnaissables à leur problématique et leurs méthodes ; mais à la fin de la Première Guerre mondiale, la Physique allemande était encore aux antipodes de la physique nouvelle, en posant en principe qu'une théorie devait s'imposer par son évidence, et que l’« expérience réalisable » (par opposition à l'expérience de pensée) constituait le fondement de toute méthode en physique théorique. Les raisons de l'émergence de ce courant sont à rechercher dans la mentalité singulière de l'élite scientifique sous la République de Weimar : plusieurs professeurs qui avaient mené la première partie de leur carrière sous l'Empire allemand, n'acceptaient pas la république démocratique, forme de gouvernement importée, et ne parvenaient pas davantage à apprécier le changement politique et scientifique contemporains. Les critiques de la Physique allemande se sont focalisées sur les thèses d'Albert Einstein, parce qu'en travaillant aussi bien sur la théorie de la Relativité que sur la théorie des quanta, il incarnait en quelque sorte toute la physique moderne, et la remise en cause de la physique classique. Les tentatives avortées de Lenard, de substituer à la Relativité et à la physique quantique une physique néo-classique adossée à la théorie de l'éther ont perdu l'essentiel de leur crédit après la découverte de la radioactivité artificielle et la fission effective du noyau.
Dans sa pièce Grand-peur et misère du IIIe Reich, Bertolt Brecht consacre une saynète à la « Physique allemande. » Deux physiciens de l'université de Göttingen y discutent des ondes gravitationnelles ; mais lorsqu'ils en viennent aux idées qui sont évidemment celles d'Einstein, ils se mettent à chuchoter, et lorsqu'enfin le nom d'Einstein est lâché par inadvertance, l'interlocuteur, redoutant une écoute secrète possible, se reprend en s'écriant : « Du pinaillage de juif, hein ! Qu'est-ce que la Physique a à voir avec ça ? »